# Paisaje protegido Lago Urugua-í
El paisaje protegido Lago Urugua-í es un área natural ubicada en cercanías de la localidad de Puerto Libertad, en el departamento Iguazú de la provincia de Misiones, en el norte de la Mesopotamia argentina.

Fue creada con el objeto de preservar la calidad del ecosistema y destinar la zona a actividades sustentables, tales como el esparcimiento y el turismo.

## Características generales
El área protegida fue creada el 11 de julio de 1996 mediante la sanción de la ley provincial n.º 3302, con el objetivo de preservar el ambiente particular de la totalidad del embalse creado a partir de la construcción de la represa de Urugua-í y su entorno inmediato.

ARTÍCULO 2.- Declárase Área Natural Protegida con el rango de Paisaje Protegido de acuerdo a lo definido en la Ley XVI - Nº 29 (Antes Ley 2932), al lago formado por la presa del Arroyo Urugua-í, hasta su máxima cota de embalse (198,50 metros sobre el nivel del mar), sus islas y costas, con más doscientos (200) metros a partir del máximo nivel de embalse.

La misma ley declaró monumento natural provincial Isla Palacio, a la isla ubicada en el embalse.
Abarca una superficie de 8000 ha aproximadamente en torno a la posición 25°52′40″S 54°27′57″O / -25.87778, -54.46583 correspondiente a la ecorregión selva paranaense.

## Flora y fauna
La flora del área está sumamente alterada por las actividades vinculadas al recurso forestal, base de la economía de la zona durante décadas.

La zona es hábitat de multitud de aves, especialmente acuáticas. Entre ellas se han observado ejemplares de biguá (Phalacrocorax brasilianus), garza blanca (Ardea alba), caracolero (Rostrhamus sociabilis), taguató común (Rupornis magnirostris), martín pescador grande (Megaceryle torquata) y martín pescador mediano (Chloroceryle amazona), entre otras.
La fauna incluye carpinchos (Hydrochaeris hydrochaeris), yacarés (Caiman latirostris) y lobitos de río (Lontra longicaudis), entre otros.
El lago incluye una abundante ictiofauna. Las especies más habituales son tarariras Hoplias, mojarras Gerreidae, dientudos Acestrorhynchidae, bagres Siluriformes, bogas Leporellus, sábalos Prochilodus y dorados (Salminus brasiliensis), entre otros.